# Docynia delavayi
Docynia delavayi är en rosväxtart som först beskrevs av Adrien René Franchet, och fick sitt nu gällande namn av Camillo Karl Schneider. Docynia delavayi ingår i släktet Docynia och familjen rosväxter. Inga underarter finns listade i Catalogue of Life.

## Bildgalleri

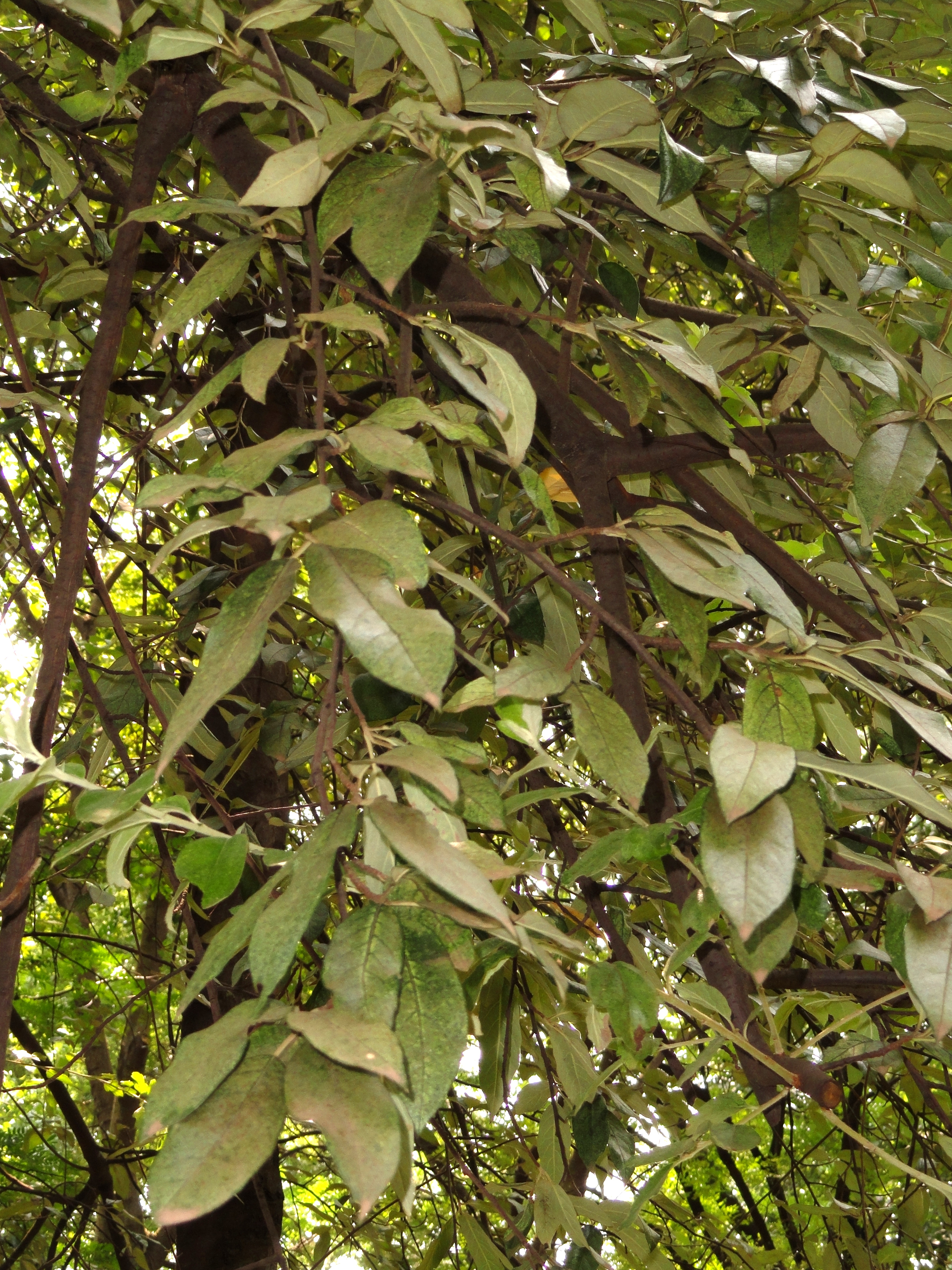
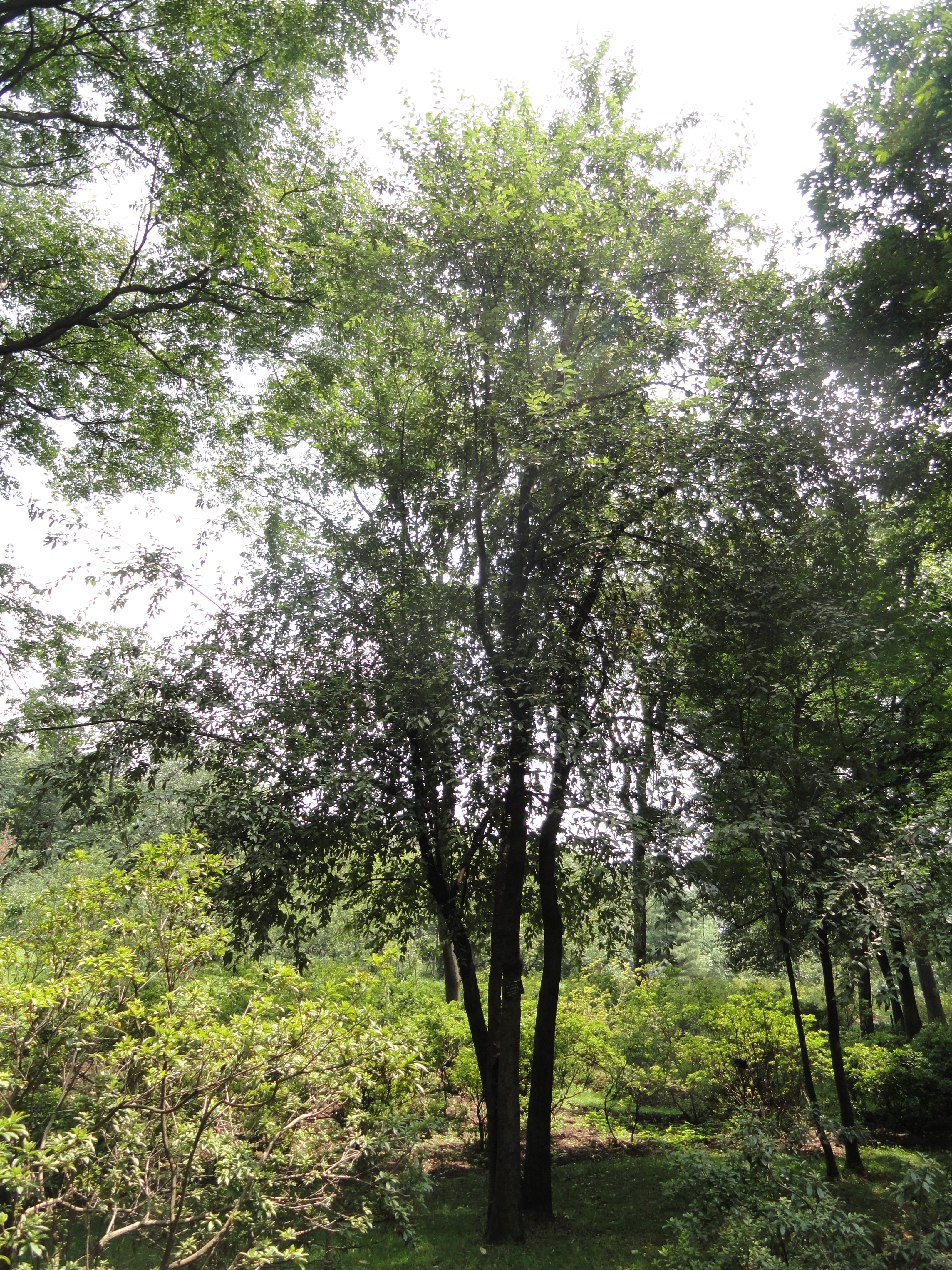